# 장수 텔레비전 프로그램 목록
다음은 장르별로 구분한 전세계 장수 텔레비전 프로그램 목록이다. 프로그램 방영 기간을 기준으로 삼았으며, 회차수는 기준으로 삼지 않는다.
단일 진행자의 최장수 프로그램은 브라질의 《프로그라마 실비우 산토스》 (Programa Silvio Santos)란 프로그램이다.

## 장르별 목록
| 순위 | 기간 | 장르                        | 제목                                        | 국가                                  | 방영시기                                         | 방송국 | 회차                          |
| ---- | ---- | --------------------------- | ------------------------------------------- | ------------------------------------- | ------------------------------------------------ | --- | ----------------------------- |
| 1    | 77년 | 야외 스포츠 중계방송        | 더 챔피언십 윔블던                          | 영국                                  | 1937년, 1939년, 1946년~                          | BBC 텔레비전 서비스, BBC One/BBC Two                                                                         |                               |
| 2    | 76년 | 야외 중계방송               | 로드 메이어스 쇼                            | 영국                                  | 1937년~1938년, 1946년~                           | BBC 텔레비전 서비스, BBC One                                                                                 |                               |
| 3    | 74년 | 시사 방송                   | 밋 더 프레스                                | 미국                                  | 1947년~                                          | NBC | 4,946회 이상                  |
| 4    | 73년 | 뉴스 방송                   | CBS 이브닝 뉴스                             | 미국                                  | 1948년~                                          | CBS | 16,400회 이상                 |
| 5    | 72년 | 종교 방송                   | 르 주르 뒤 세뇌르 Le jour du Seigneur       | 프랑스                                | 1949년~                                          | TF1 (1949년~1987년) 프랑스 2 (1987년~)                                                                       |                               |
| 6    | 71년 | 종교 방송                   | 미누토 데 디오스 Minuto de Dios             | 콜롬비아                              | 1950년~                                          | 카날 RCN, 카라콜 텔레비시온, 카날 우노, 카날 인스티투시오날, 세냘 콜롬비아, 카날 카피탈, 카날 트레세, 시티tv | 17,000회 이상                 |
| 7    | 69년 | 일반 스포츠                 | 하키 나잇 인 캐나다                         | 캐나다                                | 1952년~                                          | CBC, 시티/스포츠넷, CTV                                                                                      |                               |
| 8    | 68년 | 스포츠 보도                 | 라 도메니카 스포르티바 La Domenica Sportiva | 이탈리아                              | 1953년~                                          | RAI | 3318회 (2020년 5월 10일 기준) |
| 8    | 68년 | 음악 경연                   | NHK 노도지망                                | 일본                                  | 1953년~                                          | NHK | 2,900회 (2012년 기준)         |
| 8    | 68년 | 심층보도                    | 파노라마                                    | 영국                                  | 1953년~                                          | BBC One |                               |
| 9    | 67년 | 토크쇼                      | 더 투나잇 쇼                                | 미국                                  | 1954년~                                          | |                               |
| 10   | 66년 | 음악 경쟁                   | 산레모 음악제                               | 이탈리아                              | 1955년                                           | RAI |                               |
| 10   | 66년 | 연간 국제 미인 대회         | 미스 유니버스                               | 미국                                  | 1955년~                                          | CBS, NBC, FOX                                                                                                | 64회                          |
| 10   | 66년 | 연간 국내 미인 대회         | 미스 아메리카                               | 미국                                  | 1955년~                                          | ABC, NBC, CBS                                                                                                | 63회                          |
| 11   | 65년 | 과학                        | 더 스카이 앳 나잇                           | 영국                                  | 1957년~                                          | BBC One, BBC Four                                                                                            | 804회 (2020년 09월 기준)      |
| 11   | 65년 | 다국적 음악 경쟁 대회       | 유로비전 송 콘테스트                        | 스위스                                | 1956년~                                          | |                               |
| 12   | 63년 | 사극 드라마                 | 제니가타 헤이지                             | 일본                                  | 1958년~2005년                                    | |                               |
| 12   | 63년 | 어린이                      | 블루 피터                                   | 영국                                  | 1958년~                                          | BBC One, CBBC                                                                                                | 5,000회 (2018년 2월 1일 기준) |
| 13   | 62년 | 애니메이션                  | 산드맨헨 Sandmännchen                       | 독일                                  | 1959년~                                          | 독일 텔레비전 방송                                                                                           | 22,200회                      |
| 14   | 61년 | 연속극                      | 코로네이션 스트리트                         | 영국                                  | 1960년~                                          | ITV | 10000회 이상                  |
| 15   | 60년 | 코미디                      | KVN                                         | 소련 (1961년~1991년) 러시아 (1991년~) | 1961년~                                          | 페르비 카날, KVN TV                                                                                          |                               |
| 15   | 60년 | TV 옴부즈맨                 | 포인츠 오브 뷰                              | 영국                                  | 1961년~                                          | BBC One, BBC Two                                                                                             |                               |
| 15   | 60년 | 퀴즈쇼                      | 잇츠 아카데믹                               | 미국                                  | 1961년~                                          | |                               |
| 16   | 59년 | 의학 토크쇼                 | Trupi dhe Shëndeti                          | 알바니아                              | 1962년~                                          | RTSH | 1000회 이상                   |
| 16   | 59년 | 버라이어티 쇼               | 사바도 히간테 Sábado Gigante                | 칠레 미국                             | 1962년~1986년 (유니비전) 1986년~2015년 (카날 13) | 유니비전, 카날 13                                                                                            | 2,800회 이상                  |
| 17   | 58년 | 단일 진행자 버라이어티 쇼   | 프로그라마 실비우 산토스                    | 브라질                                | 1963년~                                          | SBT | 3000회 이상                   |
| 18   | 59년 | 음악 차트                   | 탑 오브 더 팝스                             | 영국                                  | 1964년~2006년 (정규) 2006년~ (연말특집 편성)     | BBC One, BBC Two                                                                                             | 2,219회                       |
| 18   | 59년 | 다큐멘터리                  | 포 코너스                                   | 오스트레일리아                        | 1961년~                                          | 오스트레일리아 방송 공사                                                                                     |                               |
| 19   | 56년 | 게임 쇼                     | 숫자와 문자 Des chiffres et des lettres     | 프랑스                                | 1965년~                                          | 프랑스 2 (1965년~2006년) 프랑스 3 (2006년)                                                                   | 20,000회 (2012년 10월 기준)   |
| 20   | 55년 | 일반 농업 정보              | 컨트리 캘린더                               | 뉴질랜드                              | 1966년~                                          | TVNZ 1 | 1,100회 이상                  |
| 20   | 55년 | 미취학 어린이               | 플레이 스쿨                                 | 오스트레일리아                        | 1966년~                                          | 오스트레일리아 방송 공사 (ABC)                                                                               | 4,500회 이상                  |
| 20   | 55년 | 코미디 특집                 | 아우라모타스쾨이피드 Áramótaskaupið         | 아이슬란드                            | 1966년~                                          | RÚV | 56회                          |
| 21   | 54년 | 농민 대상 농업 정보         | 크리시 다르샨 Krishi Darshan                | 인도                                  | 1967년~                                          | DD 내셔널 DD 키산                                                                                            | 16,780회 이상                 |
| 22   | 52년 | 2D 애니메이션               | 사자에상                                    | 일본                                  | 1969년~                                          | 후지테레비                                                                                                   | 2,500회 이상                  |
| 23   | 51년 | 수사극 드라마               | 타토르트 tatort                             | 독일                                  | 1970년~                                          | 다스 에어스터                                                                                                | 1,136회 (2020년 9월 6일 기준) |
| 24   | 50년 | 스케치 코미디               | 사바도스 펠리세스 Sábados Felices           | 콜롬비아                              | 1972년~                                          | 카데나 도스, 카데나 우노, 카라콜 텔레비시온 (1998년~)                                                        | 2,900회 이상                  |
| 25   | 49년 | 기부 특집                   | 더 제리 루이스 MDA 레이버 데이 텔레톤       | 미국                                  | 1966년~2014년                                    | | 48회                          |
| 25   | 49년 | 종합 스포츠                 | 그랜드스탠드                                | 영국                                  | 1958년~2007년                                    | BBC One, BBC Two                                                                                             | 3500회                        |
| 26   | 47년 | 영화 평론                   | 필름...                                     | 영국                                  | 1971년~2018년                                    | BBC One |                               |
| 27   | 45년 | 정치 풍자                   | 엑스트라 3                                  | 독일                                  | 1976~                                            | 다스 에어스테                                                                                                |                               |
| 27   | 45년 | 자동차                      | 탑 기어                                     | 영국                                  | 1976년~                                          | BBC Two, BBC One                                                                                             |                               |
| 28   | 43년 | 특촬물                      | 슈퍼전대 시리즈                             | 일본                                  | 1975년~1977년, 1979년~                           | TV아사히 |                               |
| 29   | 43년 | SF 드라마                   | 닥터 후                                     | 영국                                  | 1963년~1989년, 2005년~                           | BBC One | 870회 (2022년 4월 기준)       |
| 30   | 38년 | 인형극                      | 벽력포대희 霹靂布袋戲                       | 중화민국                              | 1984년~                                          | 필리 TV | 2,000회 이상                  |
| 31   | 37년 | 시트콤                      | 라스트 오브 더 서머 와인                    | 영국                                  | 1973년~2010년                                    | BBC One |                               |
| 32   | 35년 | 뮤직비디오                  | 레이지                                      | 오스트레일리아                        | 1986년~                                          | 오스트레일리아 방송 공사                                                                                     |                               |
| 33   | 34년 | 코미디 드라마               | 코피 카데 Kopi Kade                         | 스리랑카                              | 1987년~                                          | ITN | 1,800회 이상                  |
| 34   | 33년 | 리얼리티 쇼                 | 아메리카 퍼니스트 홈 비디오                 | 미국                                  | 1989년~                                          | 미국방송공사                                                                                                 |                               |
| 35   | 30년 | 청소년 드라마               | 그랜지 힐                                   | 영국                                  | 1978년~2008년                                    | BBC One |                               |
| 36   | 26년 | 비아동층 대상 2D 애니메이션 | 명탐정 코난                                 | 일본                                  | 1996년~                                          | 요미우리 TV                                                                                                  |                               |

## 같이 보기
- 대한민국의 장수 텔레비전 프로그램 목록
- 일본의 장수 텔레비전 프로그램 목록
- 미국의 장수 텔레비전 프로그램 목록
- 영국의 장수 텔레비전 프로그램 목록
- 회차순 장수 텔레비전 프로그램 목록
- 1회 방송 후 폐지된 텔레비전 프로그램 목록